# Требенища
Требенища или Требенище (в местния говор Требенишча, на македонска литературна норма: Требеништа) е село в община Дебърца на Северна Македония.

## География
Селото е разположено на 14 километра северозападно от Охрид.

## История

### Требенищки некропол
Край село Требенища в местностите Сува чешма, Три челюсти и Въртулка през май 1918 година е открит некропол, състоящ се от 56 гроба от VII – IV век пр. Хр. В резултат на разкопките, започнали през 1918 година от Карел Шкорпил и продължили през 1930 – 1934, 1953 – 1954 и 1972 г., са намерени четири златни погребални маски и множество други предмети, съхранявани в музеи в София, Белград и Скопие. Някои учени виждат сходство на маските от Требенища с микенските от епохата на шахтовите гробници.

### В Османската империя
В „Етнография на вилаетите Адрианопол, Монастир и Салоника“, издадена в Константинопол в 1878 година и отразяваща статистиката на населението от 1873 година, Требенища (Trébénischta) е посочено като село с 24 домакинства със 70 жители мюсюлмани и 87 българи.
Според Васил Кънчов в 90-те години Требенища има 40 къщи. Според статистиката му („Македония. Етнография и статистика“) в 1900 година Требенища е населявано от 310 жители, всички българи християни.
На Етнографската карта на Битолския вилает на Картографския институт в София от 1901 година Требенишча е чисто българско село в Охридската каза на Битолския санджак с 50 къщи.
В началото на XX век цялото население на селото е под върховенството на Българската екзархия. По данни на секретаря на екзархията Димитър Мишев („La Macédoine et sa Population Chrétienne“) в 1905 година в Требенища има 360 българи екзархисти.

### В Югославия и Северна Македония
Централната църква „Свети Никола“ е изградена в 1942 година.
Според преброяването от 2002 година селото има 513 жители.
| Националност | Всичко |
| македонци    | 500    |
| албанци      | 8      |
| турци        | 2      |
| роми         | 0      |
| власи        | 0      |
| сърби        | 1      |
| бошняци      | 0      |
| други        | 2      |

До 2004 година селото е част от община Мешеища.

## Личности
Починали
- Христо Мороищалията (? – 1903), български революционер от ВМОРО